# 徐老虎與白寡婦
《徐老虎與白寡婦》（英語：The Tiger and The Widow）是一部1981年由李翰祥執導古裝犯罪電影，同時由著名高陽同名小說改編電影，敍述有關江蘇私鹽腐敗事件，結拜兄弟入會、武打而製，主要演出由恬妮、劉永、 白彪、惠英紅、劉慧玲、夏萍等。

## 劇情
該片是在清朝時期，食鹽私梟徐老虎（劉永）與白寡婦（恬妮），因清官李振彪（白彪）拒絕受賄和進行嚴緝私鹽，白寡婦為免讓同僚落網，要向李振彪自首，獨力承擔罪行而判死刑；當知道事件後，徐老虎便發現蔡金鏢（詹森）和漕運總督串通，而被迫退出幫會，而蔡金鏢遭徐老虎殺死。但最後結局，是在大清帝國時期，徐老虎當場炸死。

## 主要演員
| 角色              | 演員   |
| 徐老虎 （徐寶山） | 劉永   |
| 白寡婦 （白巧珠） | 恬妮   |
| 李振彪            | 白彪   |
| 金妹              | 惠英紅 |
|                   | 劉慧玲 |
|                   | 艾飛   |
| 蔡金鏢            | 詹森   |
|                   | 楊志卿 |
| 董金鏢            | 姜南   |
|                   | 王清河 |
|                   | 井淼   |
|                   | 沈勞   |
|                   | 李壽祺 |
|                   | 夏萍   |
|                   | 戴君德 |
|                   | 王萊   |
| 潘寡婦            | 貝如花 |
|                   | 王憾塵 |
|                   | 元華   |

## 奖项[4]
| 頒獎典禮     | 獎項         | 名字   | 結果 |
| ------------ | ------------ | ------ | ---- |
| 第18屆金馬獎 | 最佳改編劇本 | 李翰祥 | 提名 |
| 第18屆金馬獎 | 最佳美术設計 | 陳景森 | 獲獎 |
| 第18屆金馬獎 | 最佳服装设计 | 李燕萍 | 獲獎 |

## 製作和拍攝
該片由邵氏兄弟（香港）有限公司拍攝，於1980年12月初進行拍攝，而拍攝地點則全部在香港拍攝，地點包括大埔黃石公眾碼頭和邵氏片場等。

## 外部連結
- 互联网电影数据库（IMDb）上《徐老虎與白寡婦》的资料（英文）